# 康塞普西翁 (科潘省)
康塞普西翁（西班牙語：Concepción），是洪都拉斯的城鎮，位於該國西部，由科潘省負責管轄，面積74.1平方公里，海拔高度1,013米，2001年人口5,406，人口密度每平方公里72.96人。
14°50′N 88°51′W / 14.833°N 88.850°W